# Pt'ich'je (sjö)
Pt'ich'je är en sjö i Antarktis. Den ligger i Östantarktis. Australien gör anspråk på området. Pt'ich'je ligger 115 meter över havet. Arean är 0,14 kvadratkilometer.  Den sträcker sig 1,0 kilometer i nord-sydlig riktning, och 1,0 kilometer i öst-västlig riktning.